# 旭川連隊区
旭川連隊区（あさひかわれんたいく）は、大日本帝国陸軍の連隊区の一つ。北海道の一部地域の徴兵・召集等兵事事務を取り扱った。一時、樺太を管轄した。実務は旭川連隊区司令部が執行した。1945年（昭和20年）、同域に旭川地区司令部が設けられ、地域防衛体制を担任した。

## 沿革
1898年（明治31年）4月1日、連隊区司令部条例改正（明治31年3月8日勅令第35号）により十勝連隊区が廃止され旭川連隊区が新設された。管轄区域が定められ、第7師管に属した。1899年4月15日、司令部が石狩国上川郡永山村に移転した。1902年10月23日、司令部が上川郡鷹栖村大字近文の新築庁舎に移転。
1903年（明治36年）2月14日、改正された「陸軍管区表」（明治36年勅令第13号）が公布となり、再び旅管が採用され連隊区は第7師管第14旅管に属した。
日本陸軍の内地19個師団体制に対応するため陸軍管区表が改正（明治40年9月17日軍令陸第3号）され、1907年（明治40年） 10月1日、全国的に管轄区域の大幅な変更が実施されたが、北海道についてはほとんど変更がなかった。
1925年（大正14年）4月6日、日本陸軍の第三次軍備整理に伴い陸軍管区表が改正（大正14年軍令陸第2号）され、同年5月1日、旅管は廃され引き続き第7師管の所属となり、管轄区域に樺太が追加された。
1940年（昭和15年）8月1日、旭川連隊区は北部軍管区旭川師管に属することとなった。ただし、北部軍管区を管轄とする北部軍司令部が設置される同年12月2日まで、北部軍管区に関する事項は施行が延期された。また、管轄区域の樺太が豊原連隊区として独立した。1942年10月8日、司令部が旭川市近文2397番地に移転した。1945年には作戦と軍政の分離が進められ、軍管区・師管区に司令部が設けられたのに伴い、同年3月24日、連隊区の同域に地区司令部が設けられた。地区司令部の司令官以下要員は連隊区司令部人員の兼任である。同年4月1日、旭川師管は旭川師管区と改称された。

## 管轄区域の変遷
1898年4月1日、旭川連隊区が新設され、管轄区域が次のとおり定められた。札幌連隊区から石狩国上川郡、天塩国区域、北見国宗谷郡・枝幸郡・礼文郡・利尻郡を編入。また、根室連隊区（釧路連隊区）から北見国網走郡・斜里郡・常呂郡・紋別郡を編入して管轄区域を形成した。
- 北海道

上川郡（石狩国）増毛郡・留萌郡・苫前郡・天塩郡・中川郡・上川郡（天塩国） 宗谷郡・枝幸郡・礼文郡・利尻郡・網走郡・斜里郡・常呂郡・紋別郡（北見国）
1898年（明治31年）5月31日、札幌連隊区から石狩国空知郡富良野村を編入した。1907年10月1日、札幌連隊区から胆振国勇払郡占冠村を編入した。この時点での管轄区域は次のとおり。
- 北海道

上川郡・空知郡富良野村（石狩国）勇払郡占冠村（胆振国）・増毛郡・留萌郡・苫前郡・天塩郡・中川郡・上川郡（天塩国）宗谷郡・枝幸郡・礼文郡・利尻郡・網走郡・斜里郡・常呂郡・紋別郡（北見国）
1915年（大正4年）9月13日、旭川区が追加された。1920年（大正9年）8月10日、釧路連隊区へ北見国網走郡・斜里郡・常呂郡・紋別郡を移管した。1923年（大正12年）3月31日、旭川区を旭川市に変更した。この時点での管轄区域は次のとおり。
- 北海道

旭川市・上川郡・空知郡富良野村（石狩国）勇払郡占冠村（胆振国）・増毛郡・留萌郡・苫前郡・天塩郡・中川郡・上川郡（天塩国）宗谷郡・枝幸郡・礼文郡・利尻郡（北見国）
1925年5月1日、北海道に関して管轄区域の表記を、次のとおり市と支庁によるものに変更し、樺太を加えた。
- 北海道

旭川市・上川支庁・宗谷支庁・留萌支庁・樺太
1940年8月1日、管轄区域の樺太が豊原連隊区として独立し、最終の管轄区域が次のとおりとなった。
- 北海道

旭川市・上川支庁・宗谷支庁・留萌支庁

## 連隊区司令官
| 代 | 氏名       | 階級       | 在任期間               | 出身校・期 | 前職                | 後職               | 備考               |
| -- | ---------- | ---------- | ---------------------- | ---------- | ------------------- | ------------------ | ------------------ |
|    | 林昌介     | 歩兵少佐   | 1898.4.1 - 1899.4.1    | 鹿児島県   | 札幌連隊区司令官    | 免兼職             | 兼札幌連隊区司令官 |
|    | 栃内元吉   | 歩兵少佐   | 1899.4.1 - 1902.8.19   | 北海道     |                     | 休職               |                    |
|    | 吉原正矢   | 輜重兵少佐 | 1902.9.30 - 1906.12.19 | 陸士旧11期 |                     | 予備役             |                    |
|    | 遠藤昶     | 歩兵中佐   | 1906.12.19 - 1910.10.1 | 北海道     | 歩兵第27連隊附      | 予備役             |                    |
|    | 富澤定一   | 歩兵少佐   | 1910.10.1 - 1912.9.28  | 陸士旧11期 | 歩兵第27連隊附      | 歩兵第66連隊附     |                    |
|    | 北川正武   | 歩兵中佐   | 1912.9.28 - 1915.8.10  | 陸士旧11期 | 歩兵第28連隊附      | 待命               |                    |
|    | 大島良三郎 | 歩兵中佐   | 1915.8.10 - 1918.10.18 | 陸士4期    | 歩兵第28連隊附      | 歩兵第13連隊長     |                    |
|    | 長屋藻綠   | 歩兵中佐   | 1918.10.18 - 1922.1.24 | 陸士8期    | 歩兵第20連隊附      | 休職               |                    |
|    | 平野克巳   | 歩兵大佐   | 1922.1.24 - 1923.8.6   | 陸士9期    |                     | 待命               |                    |
|    | 高橋虎次   | 歩兵大佐   | 1923.8.6 - 1924.2.4    | 陸士10期   |                     | 待命               |                    |
|    | 坪郷芳一   | 歩兵中佐   | 1924.2.4 - 1924.12.15  | 陸士14期   | 歩兵第52連隊附      | 歩兵第25連隊長     |                    |
|    | 圓山淸     | 歩兵大佐   | 1924.12.15 - 1927.7.26 | 陸士14期   |                     | 歩兵第27連隊長     |                    |
|    | 山田政一   | 歩兵大佐   | 1927.7.26 - 1929.8.1   | 陸士13期   | 歩兵第27連隊長      | 待命               |                    |
|    | 肥田鎭夫   | 歩兵大佐   | 1929.8.1 - 1931.8.1    | 陸士15期   |                     | 待命               |                    |
|    | 丹下悌次郎 | 歩兵大佐   | 1931.8.1 - 1933.3.18   | 陸士18期   |                     | 歩兵第16連隊長     |                    |
|    | 小野寺将行 | 歩兵大佐   | 1933.3.18 - 1935.8.1   | 陸士17期   |                     | 待命               |                    |
|    | 中山惇     | 歩兵大佐   | 1935.8.1 - 1937.8.2    | 陸士23期   |                     | 歩兵第49連隊長     |                    |
|    | 宇野通雄   | 歩兵大佐   | 1937.8.2 - 1939.12.1   | 陸士22期   |                     | 関東軍附           |                    |
|    | 佐久間盛一 | 歩兵大佐   | 1939.12.1 - 1941.10.15 | 陸士24期   | 歩兵第3連隊長       | 第36歩兵団長       |                    |
|    | 志摩源吉   | 大佐       | 1941.10.15 -           | 陸士24期   | 歩兵第120連隊長     |                    |                    |
|    | 伊黒清吾   | 大佐       | 1942.12.22 - 1945.3.9  | 陸士24期   | 第1独立歩兵隊長     | 歩兵第59旅団長     |                    |
|    | 宮崎次彦   | 大佐       | 1945.3.9 - 1945.3.31   | 陸士25期   | 騎兵第3連隊長       | 旭川地区司令部部員 |                    |
|    | 清水正雄   | 少将       | 1945.3.31 - 廃止       | 陸士21期   | 留守第7師団兵務部長 |                    | 兼旭川地区司令官   |